# 13682 Pressberger
13682 Pressberger este un asteroid din centura principală de asteroizi.

## Descriere
13682 Pressberger este un asteroid din centura principală de asteroizi. A fost descoperit pe 10 august 1997 la Linz de Erich Meyer și Herbert Raab. Asteroidul prezintă o orbită caracterizată de o semiaxă mare de 3,19 ua, o excentricitate de 0,10 și o înclinație de 2,8° în raport cu ecliptica.